# Fuga da Atlantide
Fuga da Atlantide è un'attrazione acquatica del parco divertimenti di Gardaland, vicino a Castelnuovo del Garda, in Veneto.
L'attrazione è un esemplare del modello Super Splash di Intamin, derivato dalla tipologia Shoot the Chute. Inaugurata nel 2003, occupa un'area di 10000 m². Per la sua apertura venne costruita una nuova area a fianco all'attrazione Jungle Rapids.

## Storia
L'attrazione è stata costruita in un'area dove precedentemente non esisteva nulla. I lavori di costruzione iniziarono nel 2002 e durarono 8 mesi, mentre il costo totale fu di circa 15 milioni di euro.
All'apertura, e per tutto il 2003, le rotaie dell'attrazione avevano un colore azzurro che stonava col resto del percorso e della scenografia. Dal 2004 i binari presentano un nuovo colore più adatto alla scenografia, ovvero un grigio-verde simile a quello di certi particolari della scenografia.
La scenografia e la tematizzazione di Fuga da Atlantide sono state ideate da Claudio Mazzoli.

## Descrizione
L'attrazione si colloca nella sezione nord-est del parco dove, assieme alla raft ride Jungle Rapids, crea la propria area tematica, denominata non ufficialmente Area Atlantide.

### Coda, stazione e tracciato
L'ingresso si trova davanti all'attrazione e la fila si sviluppa in classica serpentina che si snoda davanti alla stazione di partenza con alcune colonne tematizzate lungo il percorso. I visitatori, una volta saliti sulla vettura, ascendono lungo la prima salita, alta 16 m. Dopo un'ampia curva di 180° a sinistra vi è la prima discesa. In seguito inizia la prima parte di navigazione libera nel fiume, che comprende anche una grotta, dove si è completamente immersi nell'ambientazione di Atlantide. Finita questa prima parte si risale per la seconda salita, alta 19 m. In discesa si toccano i 75 km/h e si passerà attraverso il secondo elemento splashdown, che schizza acqua da tutte le parti. Successivamente inizia la seconda parte di navigazione che finisce con il rientro alla stazione di partenza.
La lunghezza del percorso dell'attrazione è di 700 m e la durata complessiva è di circa 8 min. All’apertura erano presenti effetti speciali come l'acqua nebulizzata nella grotta dopo la prima discesa (al giorno d'oggi, l'effetto viene attivato sporadicamente e per brevi periodi, come ad Ottobre 2022 o inizio stagione 2024), il geyser dopo la seconda discesa (disattivato nel 2021) e l'animatrone di un serpente marino (rimosso nel 2007), effetti che sono andati a perdersi nel corso degli anni. Di sera l'attrazione è illuminata con numerosi faretti colorati.

### Tema
Il tema di questa attrazione è il mito della città perduta di Atlantide, citata per la prima volta da Platone nel Timeo. La tematizzazione lungo il percorso fa attraversare agli ospiti la città perduta di Atlantide, nel tentativo di fuggire dalla furia di Nettuno. L'intera area tematica circostante è piena di statue e costruzioni ispirate alla mitologia della città, ed è spesso considerata una delle più belle scenografie all'interno del parco. 
La tematizzazione mescola varie civiltà e dettagli del mito, con rovine di templi e colonne che richiamano l'arte egizia e statue di uomini-pesce e delfini. Grandi statue di pietra degli antichi re del continente sono sparse per il tracciato dell'attrazione. Ve ne sono due in particolare più rilevanti delle altre: una grande statua di Nettuno alta circa 13 m e una grande raffigurazione di un mostro marino che sbuca dalle acque dinnanzi alla seconda parte del percorso.

## Restauri
- 2014: vengono risistemate le scenografie e vengono ricolorate la grande statua di Nettuno e tutte le altre statue. Anche i bassorilievi, le barche e la piscina ottengono lo stesso trattamento; viene creata una copertura tematizzata e sistemata la fila d'attesa.

- 2015: Viene effettuata l'aggiunta di effetti acquatici.

- 2017: Avviene una riverniciatura dell'intera attrazione.

- 2021: Viene effettuata una riverniciatura di tutto il fondale delle vasche dell'intera attrazione.

- 2022: Viene effettuata una riverniciatura completa del fondale dell'attrazione.

- 2024: Viene effettuata una riverniciatura dei binari e vengono sistemate gran parte delle scenografie (in parte danneggiate dalla forte grandinata del 25 Luglio 2023). Inoltre, in diversi punti, vengono ripristinati i colori originali che si erano persi con la ricolorazione del 2017. Viene infine ripristinato l'effetto d'acqua nebulizzata nella grotta che, purtroppo, viene disattivato dopo poco.

Inoltre vengono compiute varie revisioni annuali di alcuni elementi, come la statua di Nettuno.

## Galleria d'immagini

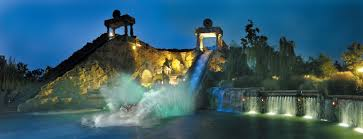
Vista notturna di Fuga da Atlantide